# Cmentarz żydowski w Pułtusku
Cmentarz żydowski w Pułtusku – założony został w latach 20. XIX wieku na gruntach podarowanych przez Zalmana Lubranitzera. Uległ dewastacji w czasie II wojny światowej i w latach powojennych – w 1963 roku na jego miejscu wybudowano zakłady przemysłowe POLAM.
Macew z cmentarza Niemcy użyli do budowy schodów do stanicy wodnej nad rzeką Narwią. Podobnej dewastacji dopuściły się władze komunistyczne, używając ich w 1980 r. do umocnienia nadbrzeża rzeki.
W 2012 r. na terenie cmentarza odsłonięto pomnik zaprojektowany przez Wojciecha Henrykowskiego, zbudowany ze szczątków oryginalnych macew.